# 雷神 (日本)

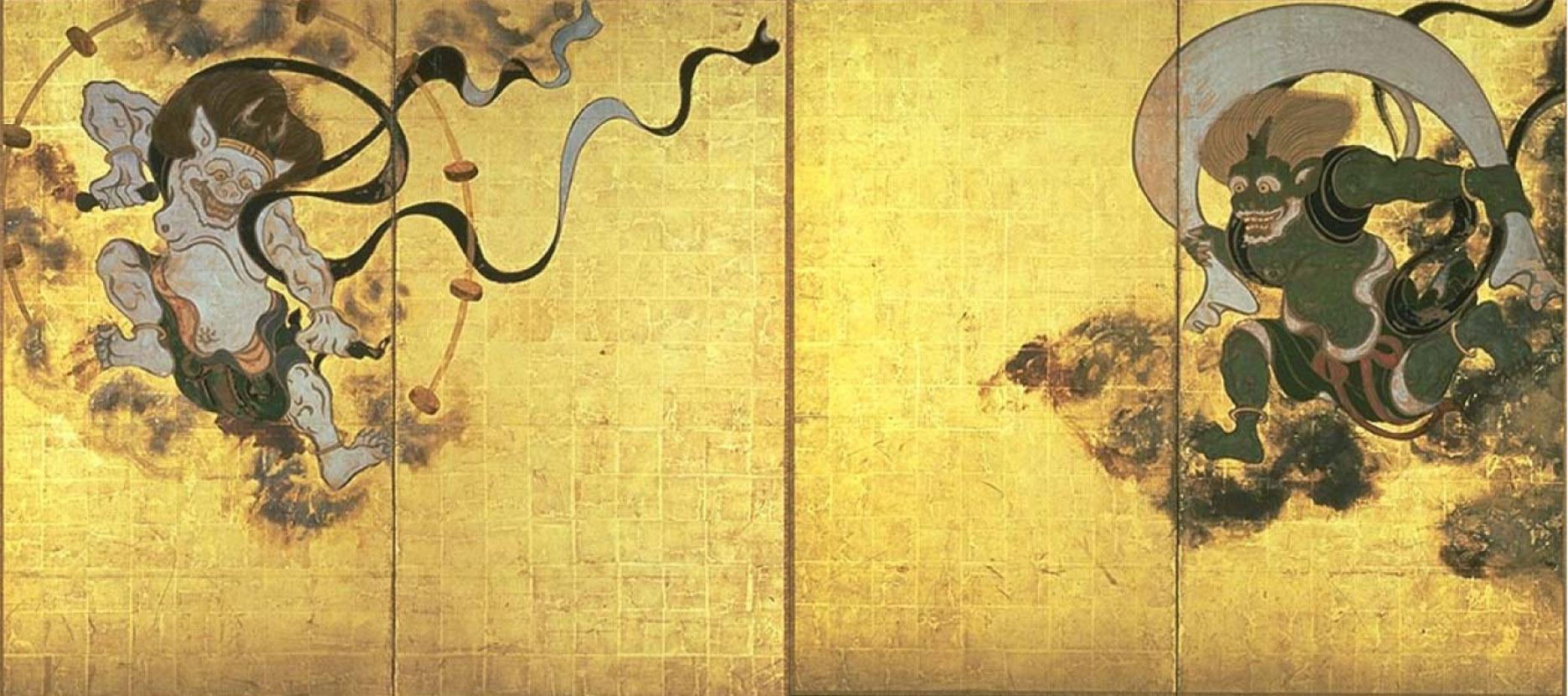
俵屋宗達所繪之《風神雷神圖》，左為雷神、右為風神。

雷神（らいじん、いかづちのかみ）乃日本神道或民間信仰中掌管雷的神祇，相當於中國的雷公；另有別名雷樣（かみなりさま）、雷電樣（らいでんさま）、鳴神（なるかみ）、雷公（らいこう）等。

## 概要

### 古事記之記載

#### 八雷神
根據《古事記》上卷之記錄，伊邪那岐命砍殺燒死伊邪那美命的迦具土後，因為非常思念祂，遂追往黃泉國。在黃泉國大殿門前，伊邪那美命由殿內開門迎接，伊邪那岐命對祂說：「我的愛妻呀，我和妳創造的國土尚未完成，請跟我回去吧！」伊邪那美命答：「真是可惜呀！你不早點來，我已經吃了黃泉國的飯食。既然你特意前來找我，我也願意回去呀。且讓我跟黃泉神商量，在這期間不要偷看我。」伊邪那美命邊說邊走入殿內。
伊邪那美命久而未返，伊邪那岐命等得不耐煩，於是取下左髮髻插著的髮梳，折下一齒作燭火，走入殿中。但祂所看見的卻是伊邪那美命腐爛的身軀上佈滿了蛆，且發現頭部被大雷盤據、胸部被火雷盤據、腹部被黑雷盤據、下陰被拆雷盤據、左手被若雷盤據、右手被土雷盤據、左足被鳴雷盤據、右足被伏雷盤據，共有八雷神繞纏其屍身。
伊邪那岐命嚇得拔腿就跑，伊邪那美命怒斥：「你這樣簡直是汙辱我！」立馬派遣豫母都志許賣追捕。伊邪那岐命丟出黑御鬘變成山葡萄，趁豫母都志許賣撿食之際逃跑，卻仍被追上。再丟出右髮髻插著的髮梳，折下一齒變成竹笋，又趁豫母都志許賣撿食之際逃逸。後來伊邪那美命遣八雷神率領1千5百黃泉大軍追趕，嚇得伊邪那岐命抽出十拳劍一邊揮舞一邊逃走。

### 日本書紀之記載

#### 八色雷公
據《日本書紀》卷第一神代上第九種說法之記載，伊奘諾尊欲見其妹伊奘冉尊，乃到殯殮之處。本來伊奘冉尊出來迎接祂，都如同在世般無異狀。接著後者說：「夫君請你不要看我。」語畢突然消失且四周陷入一片黑暗，伊弉諾尊舉起火把視之，伊奘冉尊的身體飽脹長大，上有八色雷公。受到驚嚇的伊弉諾尊急忙走避，八色雷公追趕之。伊弉諾尊躲進路邊的桃樹下，並以果實擊退眾雷，這就是桃子能驅鬼的源由。伊奘諾尊乃投其杖曰：「自此之後，雷不敢來。」便是所謂的岐神，也是來名戶之祖神。而所謂的「八雷」，在首曰大雷、在胸曰火雷、在腹曰土雷、在背曰稚雷、在尻曰黑雷、在手曰山雷、在足上曰野雷、在陰上曰裂雷。

### 民間傳說
平安時代延長8年6月26日發生清涼殿落雷事件，造成藤原清貫、平希世、美努忠包、紀蔭連、安曇宗仁等公卿官人死傷，民間遂流傳菅原道真的怨靈化作雷神作祟。此外如果小孩不聽話時，常有大人以「雷神要拿走你的肚臍唷！」嚇唬之。

## 雷神的各種面貌

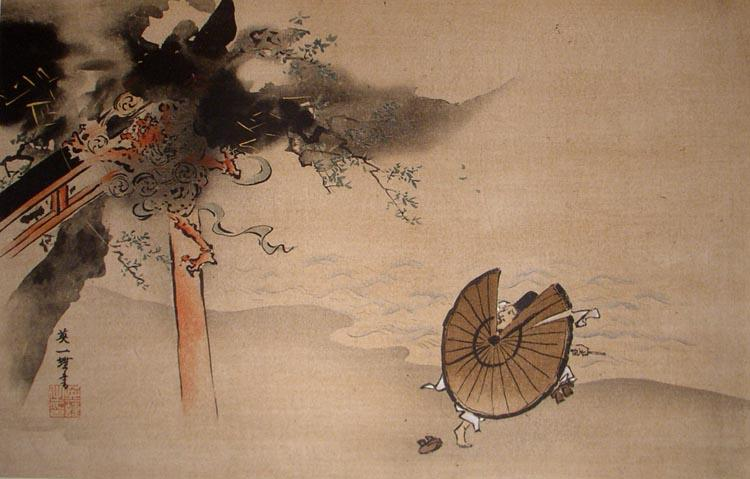
英一蝶所繪之《雷神落雷圖》

### 宗教
日本各地祭拜雷神的寺社包括下列：
- 上賀茂神社（賀茂別雷神社）：賀茂別雷神
- 天滿宮：菅原道真（火雷天神〔〕）的天神信仰（日语：天神信仰）
- 鹿島神宮：建御雷神
- 春日大社：建御雷神
- 鹽竈神社：左宮祭拜建御雷神
- 雷電神社（日语：雷電神社）：火雷神、大雷神、別雷神
- 加波山三枝祇神社：本宮、中宮、親宮祭拜八雷神
- 富士神社（封込神社）：配祀神為雷神

### 歷史、文學與戲劇
- 《古事記》記載的建御雷神。
- 季語裡「雷」、「はたたがみ」、「雷鳴」等詞彙乃等同於「晚夏」。
- 《雷電（日语：雷電 (能)）》是能劇的劇目之一[1]。
- 歌舞伎十八番之一的《鳴神》亦是歌舞伎世家市川家的名劇《雷神不動北山櫻》（なるかみふどうきたやまざくら）其中一個劇目[2]。

## 內部連結
- 八雷神
- 賀茂別雷命
- 菅原道真
- 清涼殿落雷事件

## 外部連結
- （日語）雷：能面 長澤重春能面集 （页面存档备份，存于）